# منتخب كوراساو لكرة القدم للسيدات
منتخب كوراساو لكرة القدم للسيدات (بالإنجليزية: Curaçao women's national football team)‏ هو ممثل كوراساو الرسمي في المنافسات الدولية في كرة القدم للسيدات، يديريه اتحاد كوراساو لكرة القدم.